# هيروديكوس

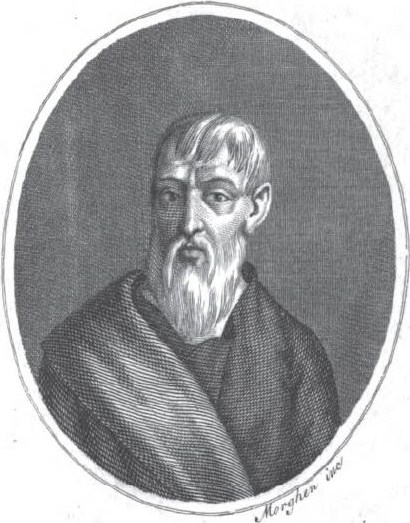
هيروديكوس.

هيروديكوس كان طبيباً يونانياً منذ القرن الخامس عشر قبل الميلاد، ونشأ في سيليمبريا. وهو أول من استخدم العلاج بالتمارين ونسبه إلى نفسه، لمعالجة المرض والحفاظ على الصحة، ويعتقد أنه كان واحد من المتعلمين من أبقراط. وأيضا أوصى هيروديكوس بالحمية والتدليك الجيد باستخدام الزيوت والأعشاب المفيدة، وأعتبرت نظرياته الأساس في طب الرياضة. كان هيروديكوس محدد في نمط التدليك الذي يجب أن يعطى. وأوصى أن تكون البداية فرك بطيء ولطيف ثم بعد ذلك سريع مع تطبيق أكثر للضغط، الذي كان يتبعه حك لطيف.
وأيضا وصف هيروديكوس بأنه سيد الجمباز وسفسطائي. طبقا لأفلاطون، وأوصى هيروديكوس أن مشي مرضاه من أثينا إلى ميغارا مسافة أكثر من 20 ميلا بقليل.